# Mikojan-Gurewitsch MiG-AT
Die Mikojan-Gurewitsch MiG-AT (russisch Микоян-Гуревич МиГ-АТ) war der Prototyp eines russischen Schulflugzeugs.

## Geschichte

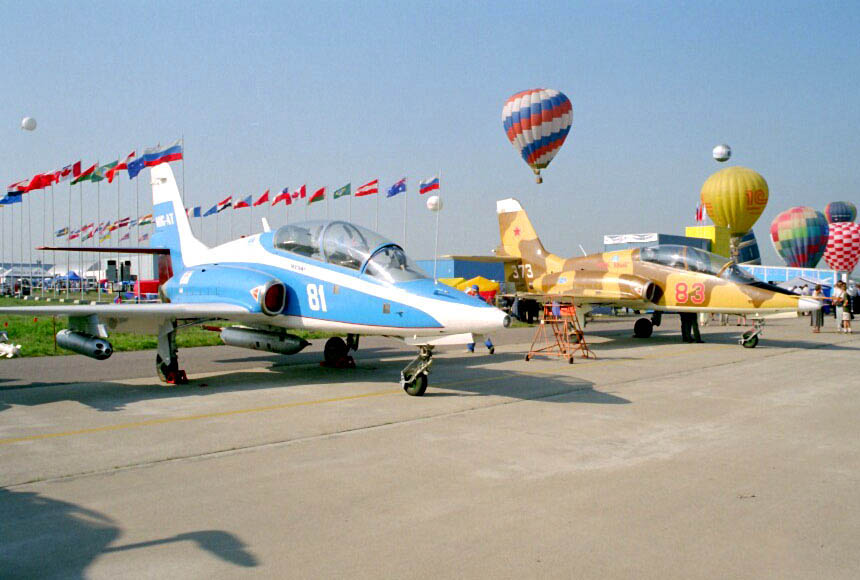
Zwei MiG-AT auf der MAKS 2001

Ende der 1980er-Jahre begann die Ausschreibung eines Fortgeschrittenenschulflugzeugs für die sowjetischen Luftstreitkräfte, der die L-29- und L-39-Trainer ersetzen sollte. In der ersten Auswahlrunde wurden die Jak-130 und die Mikojan-Gurewitsch MiG-AT bestätigt, für beide Typen wurde der Bau von Prototypen genehmigt. Schon ab Oktober 1992 wurde dieses Flugzeug, dessen Entwicklung unter der Leitung von L. Bjeloswjet stand, in enger Zusammenarbeit mit französischen Unternehmen entwickelt, um eventuellen Triebwerksproblemen aus dem Weg zu gehen und gleichzeitig mögliche Exportmärkte zu öffnen. So sollten in Lizenz gebaute Turboméca-SNECMA-Mantelstromtriebwerke und das Sextant-Avioniksystem in der MiG-AT verwendet werden. Die Flügel aus Verbundwerkstoffen wurden in Südkorea gefertigt. Ziel war es, ein Schulflugzeug zu schaffen, mit dem dieselben Manöver wie mit der MiG-29 und der Su-27 geflogen werden können. Deswegen wurden die Belastungsgrenzen auf +8g und −3g ausgelegt. Es sind zwei Prototypen gebaut worden: eine Maschine mit französischer Avionik (ATF) und eine Maschine mit russischer Elektronik (ATR). Die Basisversion für den Export sollte auch französische Triebwerke erhalten. Der Roll-out erfolgte am 18. Juni 1995; offizieller Erstflug war der 21. März 1996. Im Jahr 2002 siegte aufgrund modernerer Auslegung die Jak-130 über die MiG-AT.
Bereits 1996 wurden Konstruktionsarbeiten für eine einsitzige Erdkampfversion MiG-ATB aufgenommen. Obwohl keine Bestellungen vorlagen, wollte der Hersteller die fertig entwickelte MiG-AT ausländischen Kunden anbieten.
2008 wurde das Saturn AL-55 als mögliches Triebwerk in der MiG-AT erprobt.

## Technische Daten

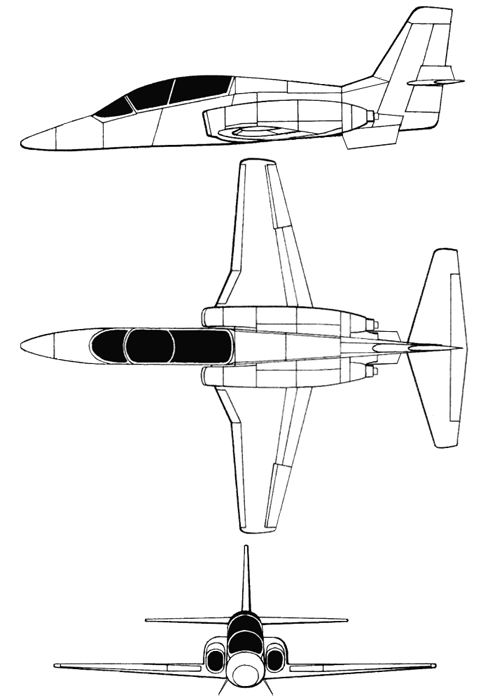
Dreiseitenriss

| Kenngröße                   | Daten                                                                                               |
| --------------------------- | --------------------------------------------------------------------------------------------------- |
| Besatzung                   | 2 (Flugschüler und -lehrer)                                                                         |
| Länge                       | 12,01 m                                                                                             |
| Spannweite                  | 10,16 m                                                                                             |
| Höhe                        | 4,62 m                                                                                              |
| Flügelfläche                | 17,67 m²                                                                                            |
| Flügelstreckung             | 5,8                                                                                                 |
| Leermasse                   | mind. 3300 kg                                                                                       |
| normale Startmasse          | 4610 kg                                                                                             |
| max. Startmasse             | 5690 kg                                                                                             |
| Höchstgeschwindigkeit       | 850 km/h (Meereshöhe), bzw. 1000 km/h in 2500 m Höhe                                                |
| Startgeschwindigkeit        | 180 km/h                                                                                            |
| Landegeschwindigkeit        | 175 km/h                                                                                            |
| Anfangssteiggeschwindigkeit | 67 m/s                                                                                              |
| Dienstgipfelhöhe            | 15.500 m                                                                                            |
| Überführungsreichweite      | 2600 km                                                                                             |
| max. Lastvielfaches         | + 8g / -3g                                                                                          |
| Triebwerke                  | 2 × Snecma-Turbomeca Larzac-04-R20, je 14,1 kN (MiG-ATF) bzw. 2 × Sojus-RD-1700, je 17 kN (MiG-ATR) |

## Bewaffnung
Zuladung bis zu 2000 kg an sieben Außenlastträgern
Luft-Luft-Lenkflugkörper
- 2 × Wympel R-73E (AA-11 Archer) – infrarotgesteuerter Kurzstrecken-Luft-Luft-Lenkflugkörper

Ungelenkte Luft-Boden-Raketen
- 4 × GosMKB Wympel B8M1-Raketen-Startbehälter für je 20 × ungelenkte S-8-Luft-Boden-Raketen; Kaliber 80 mm

Freifallende Bomben
- 2 × Basalt FAB-500M-62 (500-kg-Freifallbombe)
- 4 × Basalt FAB-250M-54 (234-kg-Freifallbombe)
- 4 × RBK-250-275 (275-kg-Streubombe)
- 4 × Basalt FAB-100 (100-kg-Freifallbombe)
- 4 × Basalt FAB-50 (50-kg-Freifallbombe)

Externe Behälter
- 2 × UPK-23-250-Maschinenkanonen-Behälter für je eine doppelläufige 23-mm-Maschinenkanone Grjasew-Schipunow GSch-23L mit 250 Schuss Munition